# Mammillaria glochidiata
Mammillaria glochidiata là một loài thực vật có hoa trong họ Cactaceae. Loài này được Mart. mô tả khoa học đầu tiên năm 1829.

## Hình ảnh

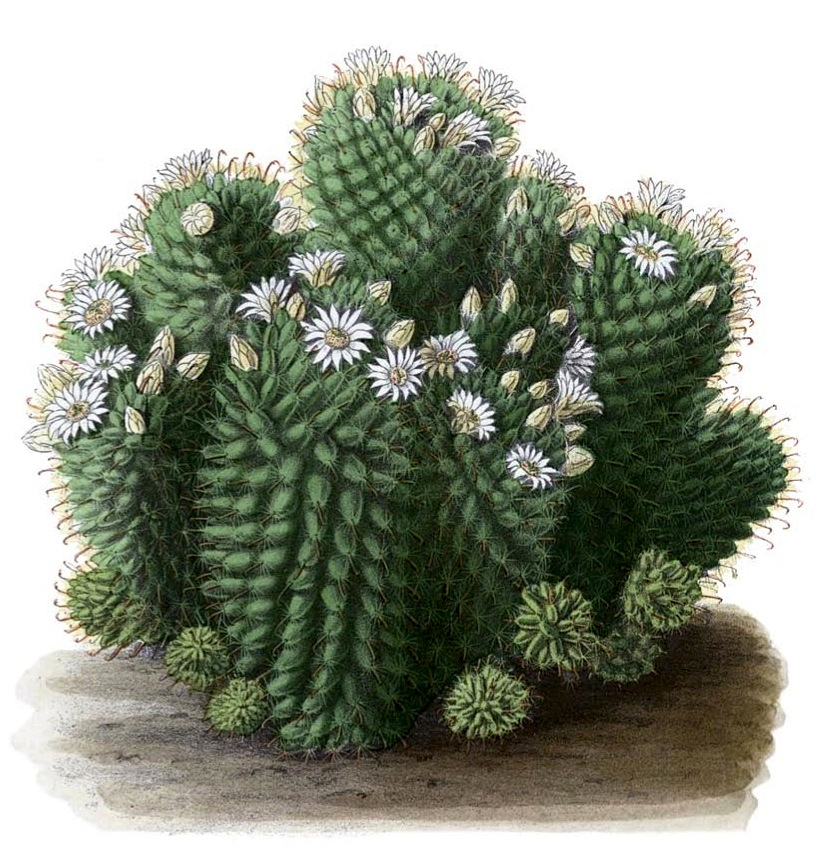
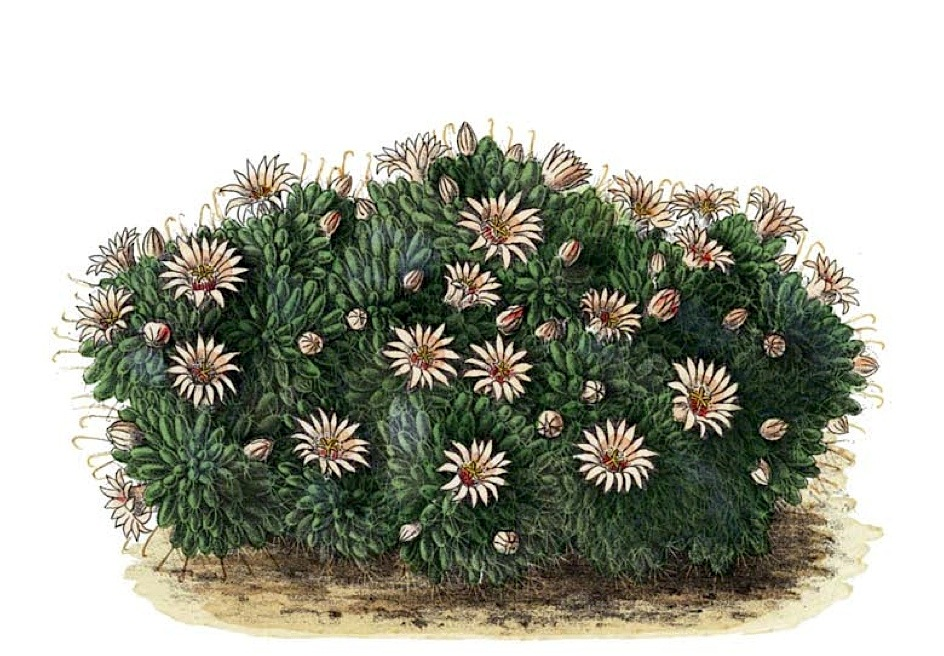
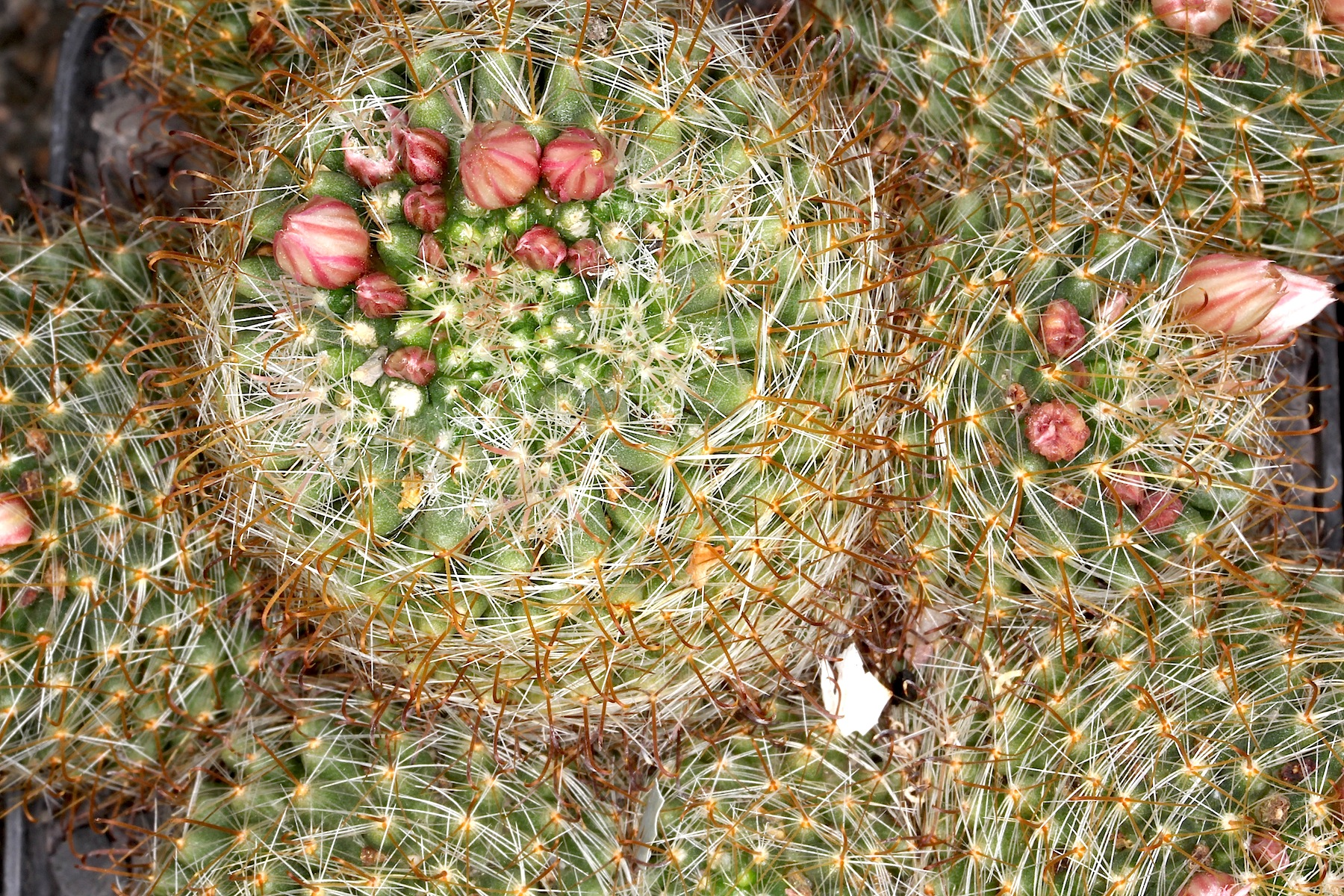